# Вотерфорд (Вермонт)
Вотерфорд (англ. Waterford) — місто (англ. town) в США, в окрузі Каледонія штату Вермонт. Населення — 1268 осіб (2020).

## Демографія
Згідно з переписом 2010 року, у місті мешкало 1280 осіб у 505 домогосподарствах у складі 387 родин. Було 580 помешкань
Расовий склад населення:
| - 98,4 % — білих - 0,7 % — чорних або афроамериканців - 0,3 % — азіатів - 0,2 % — корінних американців |

До двох чи більше рас належало 0,3 %. Частка іспаномовних становила 0,9 % від усіх жителів.
За віковим діапазоном населення розподілялося таким чином: 23,4 % — особи молодші 18 років, 59,6 % — особи у віці 18—64 років, 17,0 % — особи у віці 65 років та старші. Медіана віку мешканця становила 45,8 року. На 100 осіб жіночої статі у місті припадало 99,1 чоловіків;  на 100 жінок у віці від 18 років та старших — 95,2 чоловіків також старших 18 років.
Середній дохід на одне домашнє господарство  становив 83 502 долари США (медіана — 67 011), а середній дохід на одну сім'ю — 95 266 доларів (медіана — 79 653). Медіана доходів становила 58 125 доларів для чоловіків та 48 182 долари для жінок. За межею бідності перебувало 2,8 % осіб, у тому числі 6,0 % дітей у віці до 18 років та 2,6 % осіб у віці 65 років та старших.
Цивільне працевлаштоване населення становило 743 особи. Основні галузі зайнятості: освіта, охорона здоров'я та соціальна допомога — 34,2 %, виробництво — 14,5 %, роздрібна торгівля — 10,2 %, будівництво — 9,3 %.